# 古腾堡计划
谷登堡计划（Project Gutenberg，缩写：PG），由志愿者参与，致力于将文化作品数字化和归档，并鼓励创作和发行电子书。该工程于1971年開始進行，是最早的数字图书馆。計畫中大部分书籍都是公有领域书籍的原本，谷登堡计划确保这些原本自由流通、自由檔案格式，有利于长期保存，并可在各种计算机上阅读。截至2018年7月，谷登堡计划声称馆藏已超过57,000件。
在可能的情况下，发布的格式是纯文本文件，但也包括其他格式，如HTML、PDF、EPUB、MOBI、Plucker。大多数版本使用的语言是英语，也有许多非英语的作品，包括汉语。目前有多个相关项目，提供更多的内容，包括区域性的和特定语言的作品。谷登堡计划也致力維繫Distributed Proofreaders一个校对扫描文本的以互联网为基础的社区。

## 历史
谷登堡计划由Michael Hart（1947年－2011年）于1971年發起。当时Hart是美國伊利诺伊大学的学生，他获得了学校材料研究实验室中Xerox Sigma V大型计算机的使用权限。友善的操作员给了他一个几乎没有使用时限的帐号，帳號在当时的价值后来被估算约100,000乃至100,000,000美元。Hart说他要做一些有价值的事情，让这份馈赠“物有所值”。
这台计算机是阿帕网（全球互联网的鼻祖）的15个节点之一。Hart认为有朝一日大部分民眾會接觸计算机，因而他决定将书籍电子化，供人们自由閱讀。那時他背包里有一份《美國獨立宣言》，该宣言也就成了谷登堡计划的第一份电子文本。
该计划的命名是为了纪念约翰内斯·谷登堡，他是一位15世纪的德国印刷商，通过推广使用活字印刷术推动了印刷机的革命。
1990年代中期，Hart在伊利诺伊本笃会学院进行该計畫，期間陸續有志愿者加入。在图像扫描仪和光学文字识别软件得到改进并在坊間广泛使用前，大部分文本都是靠手工输入。
Hart后来与卡内基梅隆大学达成协议，由对方管理谷登堡计划的财务。随着电子文本的增加，志愿者开始替代Hart进行日常的维护操作。
2000年，非營利組織谷登堡计划著作归档基金会（The Project Gutenberg Literary Archive Foundation Inc）在密西西比州获准成立，以处理相关的法律事务。基金成立後，计划捐款得到减税。工程的长期志愿者Gregory Newby成为基金会的第一任首席执行官。
同年(2000年)，Charles Franks启动了分布校对员项目，志愿者可以将扫描的文本通过互联网共享发布，大大提高了加入PG的文本数量与种类，亦有利新的志愿者加入。
意大利志愿者Pietro Di Miceli开发、管理了第一个谷登堡计划的网站，并着手对在线工程进行编目。在他参与的10年间（1994年－2004年），网站获得了不少奖项，常被收录到“最佳网页”列表，这也提高了工程的知名度。
2004年开始，启用了新的在线目录，PG内容更容易浏览、获取和链接。
谷登堡计划现在由位于北卡罗莱纳大学的ibiblio主办。

## 收录范围

古騰堡計畫收錄作品數量的增長

到2018年4月为止，谷登堡计划已经收录了57,000部书籍，平均每週新增50部。
其中主要是西方文化传统中的文学作品，比如小说、诗歌、小故事、戏剧，除此之外，PG也收录食谱、书目以及期刊。另外还包括一些非文本内容，比如音频文件、乐谱文件等。
收录中主要是英文作品，但也有相当数量的德语、法语、意大利语、西班牙语、荷兰语、芬兰语以及中文等语言的著作。
在可能的情况下，谷登堡以纯文本的格式发布，主要使用ASCII字符集，也常被扩展为ISO-8859-1，而中文书籍几乎全部都是以Big5（大五码）纯文本格式发布。志愿者提交时也可能会采用其他格式，最常见的是HTML。雖然一些不容易编辑的格式（如PDF）並不符合谷登堡计划的目标，但还是有志願者提交。近年来也有关于XML格式的讨论，但相关进展还比较缓慢。

## 理想
Michael Hart在2004年有言“谷登堡计划的使命很简单：‘鼓励电子书的创建与发布。’”
工程的口号是“推倒愚昧与无知的藩篱”，就像20世纪早期公共圖書館的兴起，谷登堡的志愿者志在继续推广文字读写，从而更好地继承文化遗产。
谷登堡计划的运作方式不是集中式的，例如，没有一项选择政策来指定要添加哪部著作，志愿者只是针对他们感兴趣的或者手头有的著作，进行工作。

## 版权问题
谷登堡计划根据美国版权法对其电子书进行版权验证。只有版权过期者才可以加到PG档案中来，版权失效的记录将保存以备未来参考。
与其他数字图书馆的项目不同，谷登堡计划不会在其出版物上声明新的版权，从而鼓励自由再加工、再发布。
PG的大部分书籍都依照美国的版权法律，作为公有领域发布。其中有两种书籍，一种书籍的前段会带有谷登堡计划的商标，这意味着对书籍的再利用有少量的限制，限制内容写在电子书的授权条款里头（例如修改后再发布，或者商业用途）。而如果电子书的前段没有使用商标，作为公有领域的书籍就可以不受限地再利用。
谷登堡计划也发布了一些受版权保护的书籍，根据版权所有者的说明，就有进一步的限制。
1998年的美国参议员桑尼·波诺提出并被投票通过的著作权年限延长法案，将现存的版权延长了20年。这导致本来在美国将变成公有领域的许多书谷登堡计划将无法添加。

## 批评
谷登堡计划的书籍被指学术上不够严格，比如，缺少版本使用详情介绍，缺少最初版的封面，缺少校订工具。通过比较新舊版本，可以看到新版的电子书已经有较大改进。大部分新版的电子书都保留了版本信息以及封面。

## 姊妹项目
谷登堡计划的所有姊妹项目都是独立的组织，但具有同样的理念，并获准使用谷登堡计划的商标。它们一般专注于某些族群或语种。
- Project Gutenberg Australia （页面存档备份，存于） 收录了许多根据澳大利亚版权法律属于公有领域，但在美国仍然版权受限（或者无法确定），特别关注澳大利亚作家以及关于澳洲的书籍。
- PG-EU （页面存档备份，存于） 根据的是欧盟的版权法律。它的一个目标是将尽量多的语言包括进来。采用Unicode以确保所有文字都可以正确显示。
- Project Gutenberg of the Philippines 针对菲律宾及其语言。
- Project Gutenberg Europe 由Project Rastko（英语：Project Rastko）维护，位于塞尔维亚－黑山。2005年启动，使用分布校对员软件，以加速电子文本的制作。
- Project Gutenberg Luxembourg（页面存档备份，存于） 主要发布卢森堡语的著作
- Project Gutenberg Consortia Center（页面存档备份，存于），格式不那么严格一致，按主题收录、包括多种语言是其特色。
- Projekti Lönnrot（页面存档备份，存于） 由芬兰的谷登堡志愿者启动。

尽管Projekt Gutenberg-DE数年前被获准使用谷登堡的名称，但由于其理念不同，所以并不是每个人都将其看作谷登堡的姊妹站。Projekt Gutenberg-DE对其产品设定版权，并将其文本限制为可浏览的网页版。
也有一些受谷登堡计划启发而创立的项目，详情可参见数字图书馆项目列表。